# 努济伊
努济伊（法語：Nouzilly，法語發音：[nuziji] ⓘ）是法国安德尔-卢瓦尔省的一个市镇，属于图尔区。

## 地理
努济伊（47°32'36"N, 0°44'38"E）面积40.24 平方千米，位于法国中央-卢瓦尔河谷大区安德尔-卢瓦尔省，该省份为法国中西部省份，北起萨尔特省、东北接卢瓦-谢尔省，东南接安德尔省，南至维埃纳省，西临曼恩-卢瓦尔省。
与努济伊接壤的市镇（或旧市镇、城区）包括：瑟雷勒、舒瓦西耶河畔尚索、克罗泰勒、莫奈、图赖讷地区鲁济耶、圣洛朗昂加蒂讷、博蒙-卢埃托。

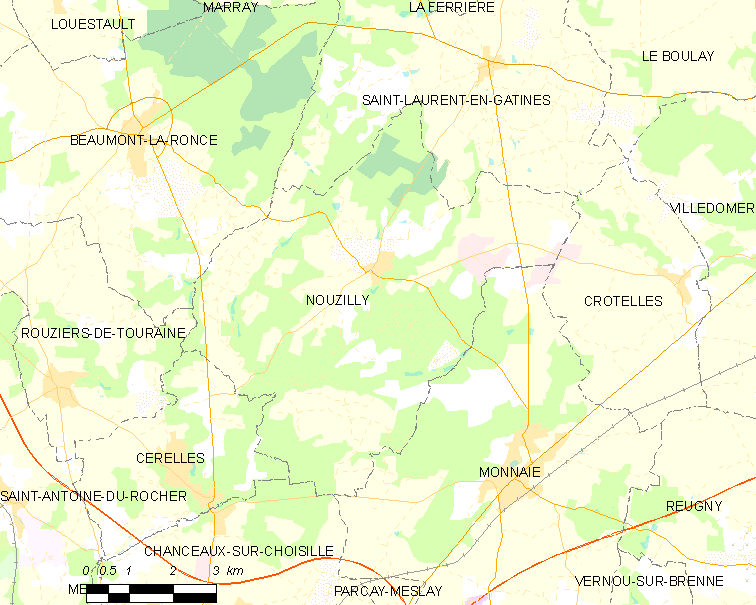
努济伊的OSM定位图

努济伊的时区为UTC+01:00、UTC+02:00（夏令时）。

## 行政
努济伊的邮政编码为37380，INSEE市镇编码为37175。

## 政治
努济伊所属的省级选区为雷诺堡县。

## 人口

1962-2008年间努济伊人口变化图示

努济伊于2022年1月1日时的人口数量为1236人。